# Јасмин Мркоња
Јасмин Мркоња (Завидовићи, 9. октобар 1958) бивши је босанскохерцеговачки и југословенски рукометаш.

## Каријера
Рођен је 9. октобра 1958. године у Завидовићима. Играо је на позицији десног крила. Освојио је титулу светског шампиона у Швајцарској 1986. године.
Био је члан чувене генерације шабачке Металопластике која је освајала трофеје током осамдесетих. Године 2015. проглашен је за почасног грађанина града Шапца.
Као играч Металопластике играо је финале Купа европских шампиона 1984. године у коме је његов тим поражен од Дукле из Прага, а већ сљедеће године Металопластика је у двомечу са мадридским Атлетиком подигла трофеј европског клупског првака. Мркоња је у обје утакмице био најбољи играч који је постигао шест голова у Шапцу и десет у Мадриду.
Радио је као селектор јуниорске репрезентације БиХ.
Ожењен је и отац двоје деце.

## Успеси
Југославија
- медаље
- злато 1986. Швајцарска.